# گلیادن-۳
گلیادن-۳ (به لاتین: Glyaden-3) یک منطقهٔ مسکونی در روسیه است که در سرزمین آلتای واقع شده‌است.